# Фролов, Иван Петрович
Иван Петрович Фролов (21 апреля 1913, Иванушенский, область Войска Донского — 30 апреля 1976, Береславка, Волгоградская область) — старший лейтенант Советской Армии, участник Великой Отечественной войны, Герой Советского Союза (1945).

## Биография
Иван Фролов родился 21 апреля 1913 года на хуторе Иванушенский (ныне — Клетский район Волгоградской области). После окончания семи классов школы работал трактористом, механиком. В 1942 году Фролов был призван на службу в Рабоче-крестьянскую Красную Армию. В 1943 году он окончил Камышинское танковое училище. С декабря того же года — на фронтах Великой Отечественной войны.
К январю 1945 года гвардии лейтенант Иван Фролов командовал танковой ротой 13-й гвардейской танковой бригады 4-го гвардейского танкового корпуса 5-й гвардейской армии 1-го Украинского фронта. Отличился во время освобождения Польши. 16 января 1945 года во время боёв на подступах к Кракову, в районе населённых пунктов Жонска и Балице, рота Фролова, обойдя противника, захватила его аэродром, уничтожив на нём 14 самолётов. 18 января 1945 года в бою за населённый пункт Боленцин она успешно отбила пять контратак противника, нанеся ему большие потери.
Указом Президиума Верховного Совета СССР от 10 апреля 1945 года гвардии лейтенант Иван Фролов был удостоен высокого звания Героя Советского Союза с вручением ордена Ленина и медали «Золотая Звезда».
В 1946 году в звании старшего лейтенанта Фролов был уволен в запас. Проживал и работал в Волгоградской области. Скончался 30 апреля 1976 года, похоронен в посёлке Береславка Калачёвского района Волгоградской области.
Был также награждён орденами Октябрьской Революции, Отечественной войны 1-й степени, Красной Звезды и «Знак Почёта», рядом медалей.